# Jim Marurai
Jim Marurai (9 de outubro de 1947 – 2020) foi um político das Ilhas Cook. Ocupou o cargo de primeiro-ministro das Ilhas Cook entre 14 de dezembro de 2004 e 29 de novembro de 2010, quando renunciou ao cargo. Foi eleito pelo Parlamento com catorze votos a favor e nove contra.
Foi membro do Partido Democrata, o mesmo partido de seu predecessor Robert Woonton. Anteriormente, Marurai foi Ministro da Educação. É graduado pela Universidade de Otago, em Dunedin, na Nova Zelândia.
Em 5 de novembro de 2020, foi divulgado que Marunai morreu aos 73 anos.